# Fomitiporia mediterranea
Fomitiporia mediterranea är en svampart som beskrevs av M. Fisch. 2002. Fomitiporia mediterranea ingår i släktet Fomitiporia och familjen Hymenochaetaceae.   Inga underarter finns listade i Catalogue of Life.